# 土庄郵便局
土庄郵便局（とのしょうゆうびんきょく）は香川県小豆郡土庄町（小豆島）にある郵便局。民営化前の分類では集配普通郵便局であった。

## 概要
住所：〒761-4199 香川県小豆郡土庄町字東元浜甲289-9

### 分室
- ゆうパック分室 - 〒761-4104 香川県小豆郡土庄町吉ケ浦6190-64

### 郵便集配所
- 豊島郵便集配所 (63041) [1] - 〒761-4661 香川県小豆郡土庄町豊島家浦2083-3（豊島郵便局に併設）

## 沿革
- 1874年（明治7年）1月20日 - 土庄郵便取扱所として開設[2]。
- 1875年（明治8年）1月1日 - 土庄郵便局（五等）となる。
- 1880年（明治13年）11月 - 土庄村ノ内土庄郵便局に改称。
- 1881年（明治14年）11月 - 為替・貯金取扱を開始。
- 1884年（明治17年）4月20日 - 土庄郵便局に改称。
- 1897年（明治30年）10月11日 - 土庄郵便電信局となる。
- 1903年（明治36年）4月1日 - 通信官署官制の施行に伴い土庄郵便局となる。
- 1950年（昭和25年）10月1日 - 特定郵便局から普通郵便局に局種別改定[3]。
- 1955年（昭和30年）8月1日 - 風景入通信日付印の使用を開始。
- 1956年（昭和31年）10月1日 - 電話通話および和文電報受付事務の取扱を開始。
- 1964年（昭和39年）9月 - 局舎新築落成。
- 1982年（昭和57年）12月 - 局舎新築。
- 1983年（昭和58年）2月21日 - 四海郵便局から集配業務の全部と、福田郵便局から集配業務の一部[4]を移管。
- 1998年（平成10年）9月1日 - 外国通貨の両替および旅行小切手の売買に関する業務取扱を開始。
- 2006年（平成18年）9月11日 - 豊島（てしま）郵便局から「761-46xx」区域の集配業務を移管[5]。
- 2007年（平成19年）10月1日 - 民営化に伴い、併設された郵便事業土庄支店に一部業務を移管。
- 2012年（平成24年）10月1日 - 日本郵便株式会社の発足に伴い、郵便事業土庄支店を土庄郵便局に統合。

## 取扱内容
- 郵便、印紙、ゆうパック、内容証明
- 貯金、為替、振替、振込、国際送金、国債、投資信託
- 生命保険、バイク自賠責保険、自動車保険
- ゆうちょ銀行ATM
- 「761-41xx」「761-46xx」区域（小豆郡土庄町全域、小豆郡小豆島町（中山の一部））の集配業務
- ゆうゆう窓口

## 周辺
- 土庄町役場
- 香川県立土庄高等学校
- 土渕海峡 - 世界で最も狭い海峡
- 国道436号

## アクセス
- 土庄港から東へ約1.2km（徒歩約17分）
- 小豆島オリーブバス 土庄本町停留所下車
- 香川県道26号土庄福田線沿い
- 駐車場あり：4台